# Halina Towarnicka
Halina Towarnicka (ur. 1947) – polska ekonomistka, dr hab. nauk rolniczych, profesor nadzwyczajny Katedry Ekonomiki i Organizacji Przedsiębiorstwa Wydziału Nauk Ekonomicznych Uniwersytetu Ekonomicznego we Wrocławiu.

## Życiorys
Obroniła pracę doktorską, w 1991 habilitowała się na podstawie oceny dorobku naukowego i pracy zatytułowanej Strategie i taktyki inwestycyjne polskich przedsiębiorstw w warunkach zmian systemowych. 18 czerwca 1998 nadano jej tytuł profesora w zakresie nauk ekonomicznych. 
Objęła funkcję profesora nadzwyczajnego w Katedrze Ekonomiki i Organizacji Przedsiębiorstwa na Wydziale Nauk Ekonomicznych Uniwersytetu Ekonomicznego we Wrocławiu.

## Publikacje
- 1996: Inwestycje rzeczowe w warunkach transformacji : podstawowe problemy ekonomiczno-finansowe[1]
- 1996: Istota strategii marketingowo-inwestycyjnej przedsiębiorstwa przemysłowego[1]
- 2002: Inwestycje w nieruchomości[1]
- 2004: Inwestycje samorządowe - problemy badawcze[1]